# Eclipse solar del 19 de agosto de 1887

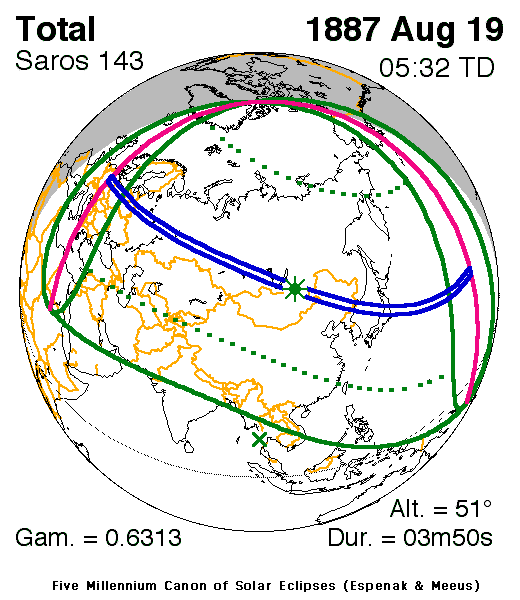
Mapa

El 19 de agosto de 1887 ocurrió un eclipse total de sol. Fue visible en Europa, Asia y Japón.
Un eclipse solar ocurre cuando la Luna pasa entre la Tierra y el Sol, oscureciendo total o parcialmente la imagen del Sol para un espectador en la Tierra. Un eclipse solar total ocurre cuando el diámetro aparente de la Luna es mayor que el del Sol, bloquea toda la luz solar directa y convierte el día en oscuridad. La totalidad ocurre en un camino estrecho a través de la superficie de la Tierra, con el eclipse solar parcial visible en una región circundante de miles de kilómetros de ancho. 

## Observaciones
El químico ruso Dmitri Mendeléyev ascendió en un globo cerca de Moscú para observar este eclipse.
|  | Parcialidad al amanecer desde Berlín, Alemania |

Este eclipse es mencionado por Anton Chéjov en su cuento "Memorias de un hombre colérico". La fecha mencionada en el cuento es 7 de agosto de 1887, pues en ese país todavía tenía vigencia el calendario juliano, que difería para entonces en varios días respecto del calendario gregoriano.

## Eclipses relacionados
| Series members 17–28 occur between 1741 and 2100 | Series members 17–28 occur between 1741 and 2100 | Series members 17–28 occur between 1741 and 2100 |
| 8                                                | 9                                                | 10                                               |
| ------------------------------------------------ | ------------------------------------------------ | ------------------------------------------------ |
| May 23, 1743                                     | June 3, 1761                                     | June 14, 1779                                    |
| 11                                               | 12                                               | 13                                               |
| June 24, 1797                                    | July 6, 1851                                     | July 17, 1833                                    |
| 14                                               | 15                                               | 16                                               |
| July 28, 1851                                    | August 7, 1869                                   | August 19, 1887                                  |
| 17                                               | 18                                               | 19                                               |
| August 30, 1905                                  | September 10, 1923                               | September 21, 1941                               |
| 20                                               | 21                                               | 22                                               |
| October 2, 1959                                  | October 12, 1977                                 | October 24, 1995                                 |
| 23                                               | 24                                               | 25                                               |
| November 3, 2013                                 | November 14, 2031                                | November 25, 2049                                |
| 26                                               | 27                                               | 28                                               |
| December 6, 2067                                 | December 16, 2085                                |                                                  |